# Brattfors församling
Brattfors församling var en församling i Karlstads stift i Svenska kyrkan i Filipstads kommun i Värmlands län. Församlingen uppgick 2010 i Filipstads församling.

## Administrativ historik
Församlingen bildades 1661 genom en utbrytning ur Nyeds församling för att till 1770 vara kapellförsamling till Färnebo församling.
Församlingen var till 1863 annexförsamling i pastoratet Filipstad, Färnebo och Brattfors, som mellan 1693 och 1859 även omfattade  Gåsborns församling, 1731 utökades med Nordmarks församling och 1771 med Rämmens församling. Från 1863 till 1962 utgjorde församlingen ett eget pastorat. Från 1962 till 2010 ingick församlingen i Filipstads pastorat. Församlingen uppgick 2010 i Filipstads församling.

## Organister
| Period          | Namn                        | Levnadstid | Övrigt   |
| --------------- | --------------------------- | ---------- | -------- |
| 1863-1865       | Sofia Amalia Geijer         | 1843-1906  | Organist |
| 1863-1865       | Selma Lovisa Geijer         | 1844-1922  | Organist |
| 1866, 1868-1873 | Petter Johan Olsson Wiklund | 1846-1909  | Organist |

## Kyrkor
- Brattfors kyrka